# Crocidura batesi
Crocidura batesi — вид із родини Soricidae. Названо на честь американського орнітолога і ботаніка Джорджа Латімера Бейтса.

## Географічний розподіл
Він зустрічається в Камеруні, Габоні та, можливо, у Центральноафриканській Республіці, Республіці Конго та Екваторіальній Гвінеї.